# Емблема Лаосу
Герб Лаосу — один з офіційних символів Лаосу.

## Опис
На гербі Лаосу зображена національна святиня — Велика ступа Пха Тхат Луанг.
Дамба є символом покоління нової та сильної влади (басейн Нам Нгун), як асфальтована дорога й зрошені рисові поля. У нижчій частині повинна бути замічена секція колеса механізму.
Написи ліворуч праворуч («Незалежність, Демократія»), і («Єдність й Процвітання»). Посередині напис значить: «Народна Демократична республіка Лаос»
В 1991 був змінений герб. Існуючі комуністичні символи — червона зірка, молот і серп — замінені національною святинею Пха Тхат Луангом. Герб визначений у лаоській конституції.